# Редулешть (Телеорман)
Редулешть, Редулешті (рум. Rădulești) — село у повіті Телеорман в Румунії. Входить до складу комуни Кревеніку.
Село розташоване на відстані 48 км на південний захід від Бухареста, 35 км на північний схід від Александрії, 139 км на схід від Крайови.

## Населення
За даними перепису населення 2002 року у селі проживали 625 осіб, усі — румуни. Усі жителі села рідною мовою назвали румунську.